# Latinu
Latinu falu Romániában, Munténiában, Brăila megyében, Măxineni községben. A Bodza (Buzău) folyó mellett fekvő település.
A  települést 1836-ban alapították, azonban a folyó árvizei miatt lakosai elhagyták, és a falu 1861-ben új helyre: mai helyére költözött, ekkor 601 lakosa volt. A községben egy templom (épült 1865-ben) és 26 diák részére vegyes iskola működött.
1925-ben a községnek és a hozzá tartozó falvaknak: Gurgueţi, Latinu Nou, Latinu Vechi, Oancea és Voinești összesen 652 lakosa volt.
1968-ban a község megszűnt, a falu azóta Măxineni községhez tartozik.